# Rio Rita (film 1942)
Rio Rita è un film del 1942 diretto da S. Sylvan Simon.
Il film è la versione comica della popolare coppia Gianni e Pinotto, dell'omonima pellicola del 1929 diretta da Luther Reed, a sua volta figlia dell'omonimo musical, prodotto con grande successo nel 1927 da Florenz Ziegfeld.

## Trama
Dopo essere stati licenziati dai loro lavori come impiegati in un negozio di animali, Doc e Wishy, una coppia di sempliciotti, si nascondono nel baule di una macchina che essi pensano che li porterà a New York, ma invece si ritrovano in Texas dove aiutano a rendere facile il corteggiamento di un cantante latino-americano. Rovinano i piani di agenti nazisti, che vogliono contrabbandare bombe dentro gli USA da un albergo sul confine messicano.

## Produzione
Questo è il primo di tre film che la coppia Gianni e Pinotto, all'apice del successo, girò per la Metro-Goldwyn-Mayer, pur restando sotto contratto con la Universal (gli altri due sono Sperduti nell'harem del 1944 e Gianni e Pinotto a Hollywood del 1945).